# Rijksmuseum van Oudheden

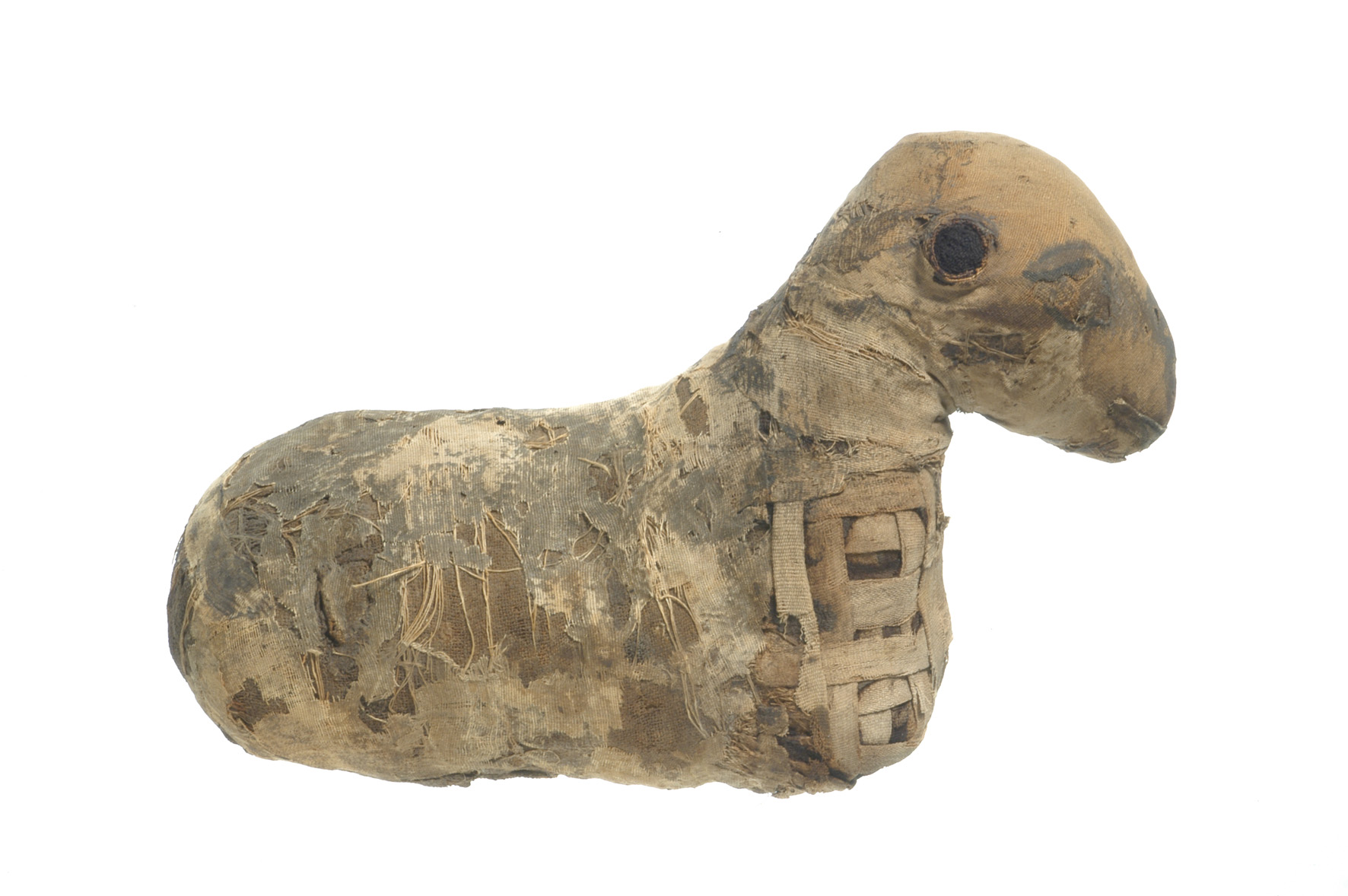
Mummie van een lammetje

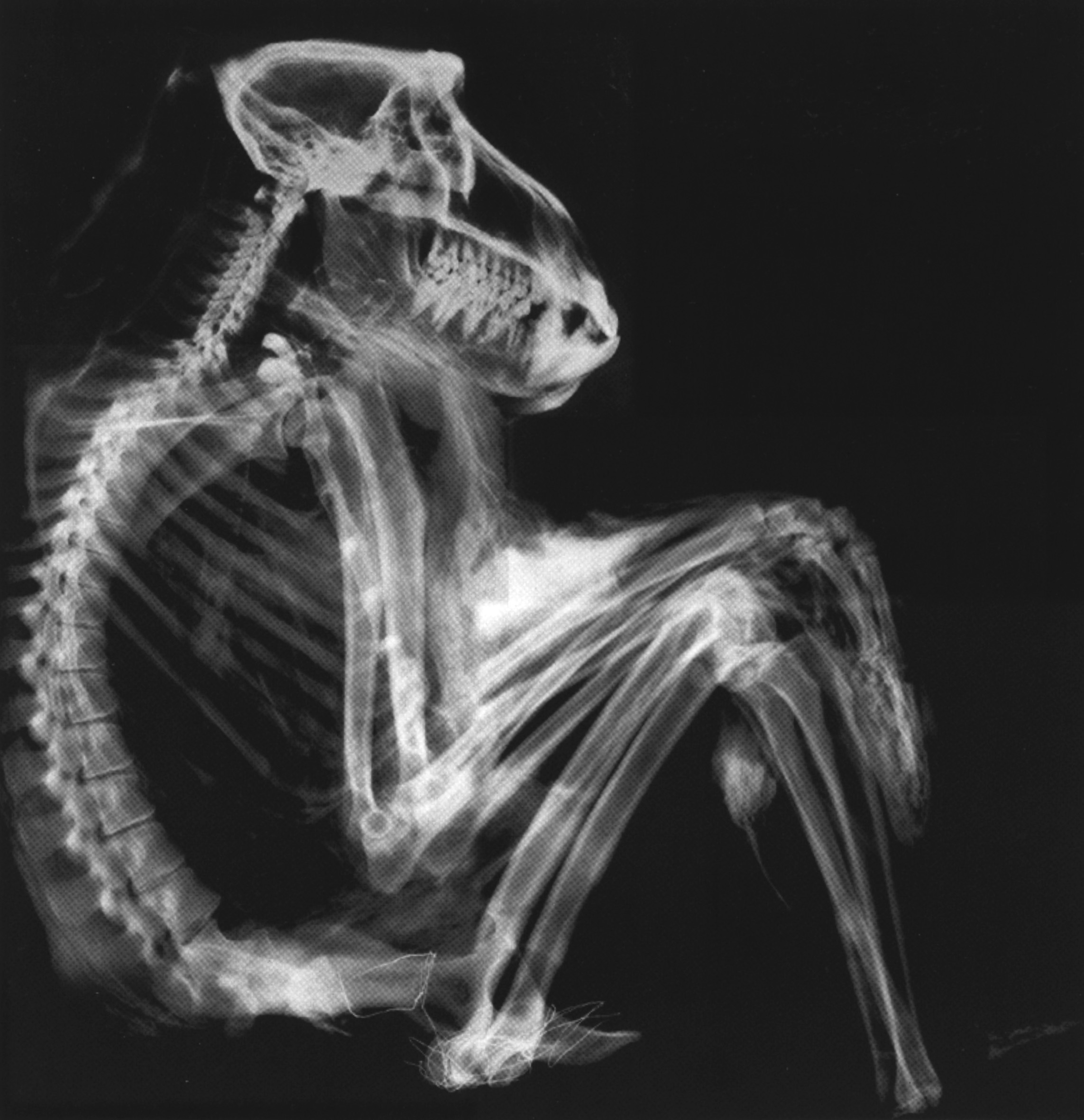
Mummie van een baviaan, röntgenfoto

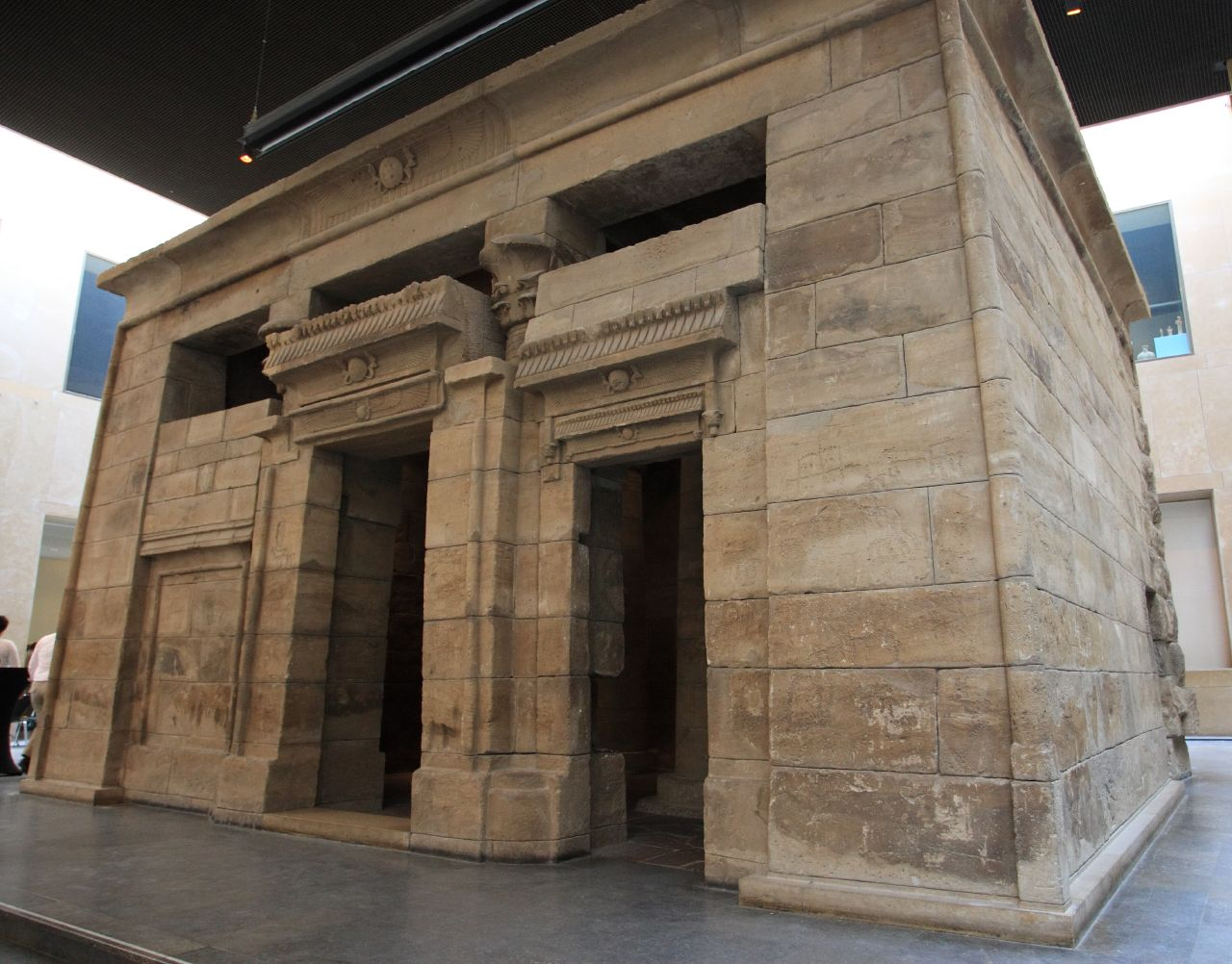
Taffeh-tempel in de entreehal van het museum

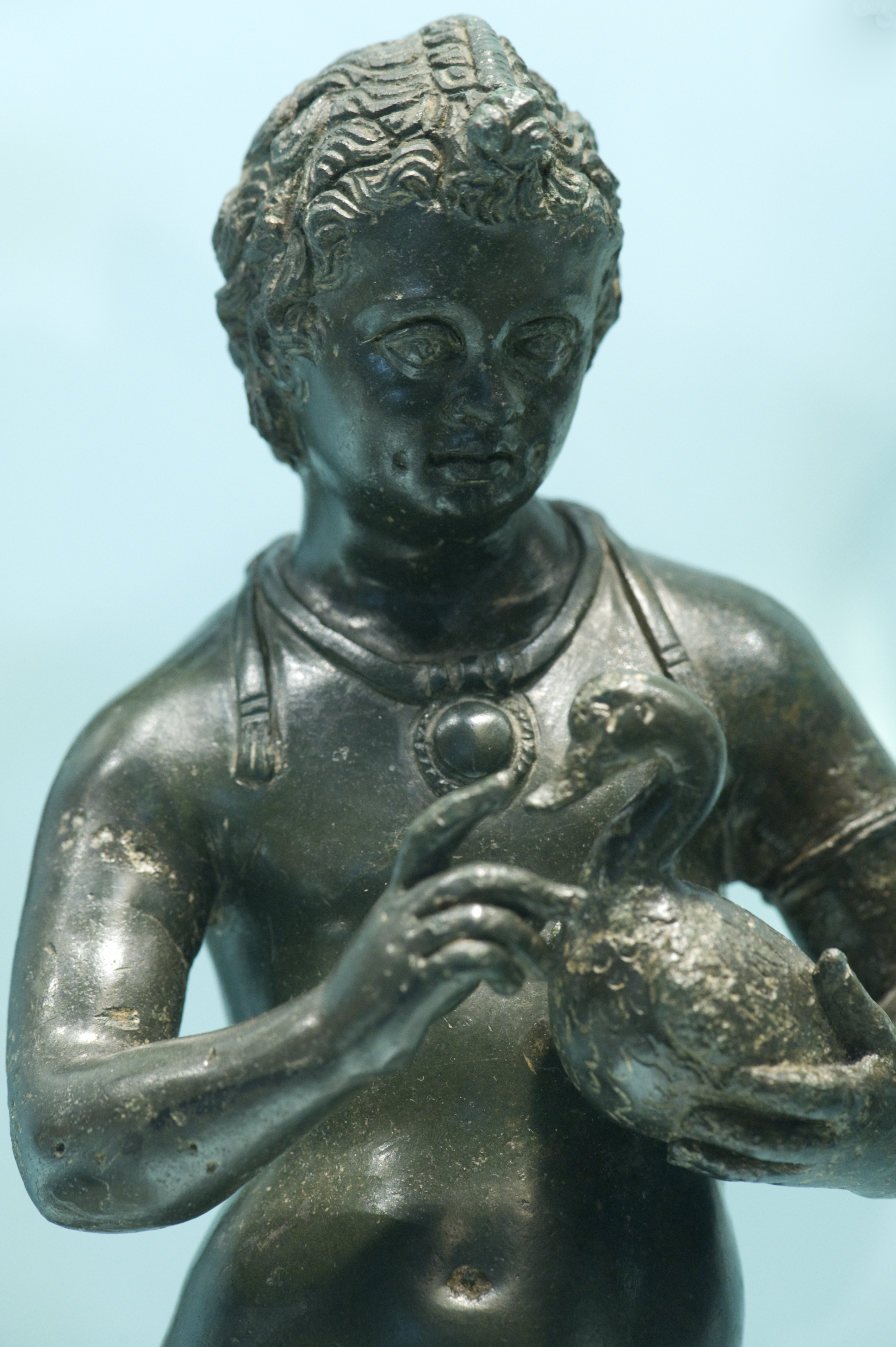
Etruskisch votiefbeeldje van een jongen met gans (detail). 2e eeuw v.Chr.

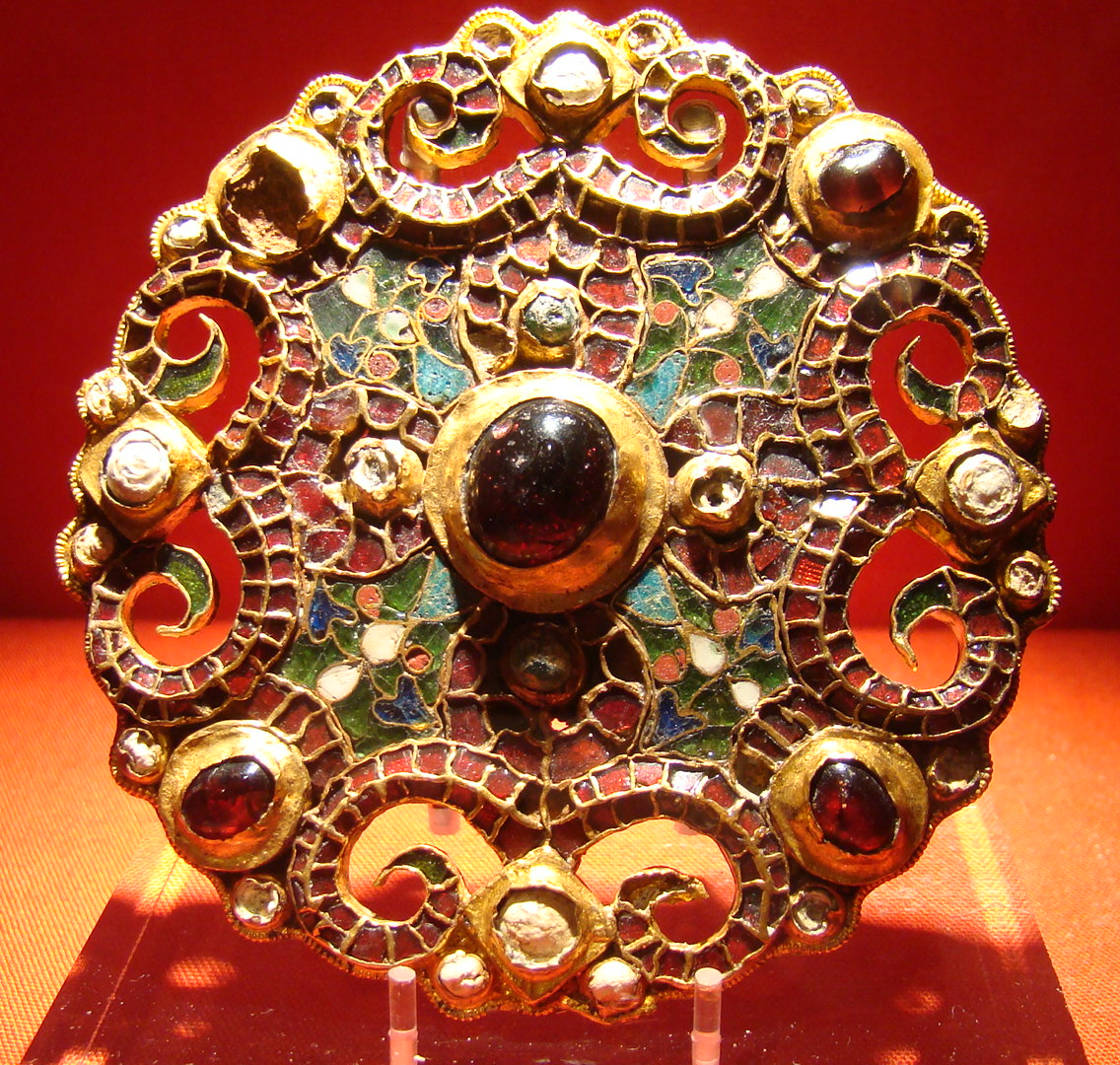
Fibula van Dorestad uit circa 775-800 (gevonden in een put)

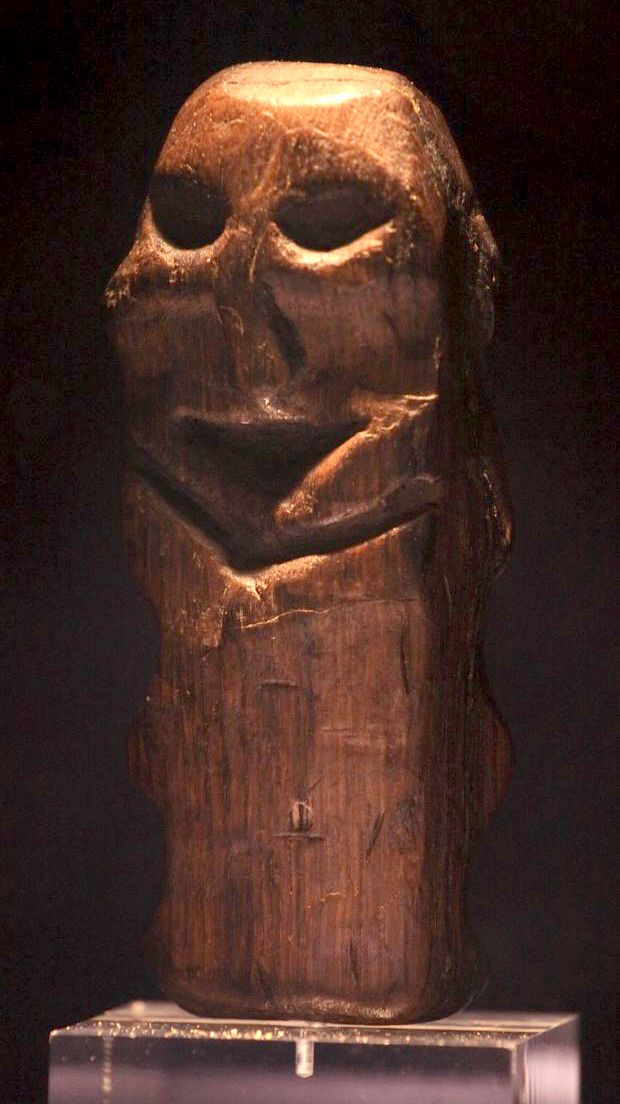
Mannetje van Willemstad

Het Rijksmuseum van Oudheden (RMO) is het nationale archeologiemuseum van Nederland. Het is gevestigd in een oud herenhuis en begijnhof, een monumentaal gebouwencomplex in eigendom van de Staat (Rijksvastgoedbedrijf), aan het Rapenburg in Leiden.

## Stichting en afdelingen
Koning Willem I stichtte het RMO in 1818 en benoemde de Leidse hoogleraar archeologie C.J.C. Reuvens (1793-1835) als eerste directeur. Het museum beheert collecties van archeologische artefacten afkomstig uit culturen die van grote invloed zijn geweest op onze hedendaagse cultuur. Daarnaast beheert het museum ook de topstukken van de Nederlandse archeologie daterend van de prehistorie tot aan het einde van de middeleeuwen.
De collectie is verdeeld over een aantal afdelingen, een indeling die is doorgevoerd in de vaste tentoonstelling. De afdelingen zijn:
- Egypte
- Nabije Oosten
- de Klassieke Wereld
  - Griekenland
  - Etrurië
  - Romeinse Rijk
- Nederland
  - Prehistorisch Nederland
  - Romeins Nederland
  - Middeleeuws Nederland

Er zijn ook speciale activiteiten voor kinderen: Het is bijvoorbeeld mogelijk een speurtocht door het museum te maken en zijn er op bijzondere dagen kinderrondleidingen. TIjdens de vakanties zijn er educatieve kinderactiviteiten. Naast deze particuliere activiteiten heeft het Rijksmuseum van Oudheden een educatieve functie waarbij schoolklassen op bezoek komen. Het doel hiervan is een kennismaking met de Oudheid.

## Collectie

### Afdeling Oude Egypte
De Egyptische collectie van het Rijksmuseum van Oudheden is een van de grootste en meest complete verzamelingen van Oud-Egyptische kunst ter wereld. In de centrale hal van het museum is de Taffeh-tempel herbouwd, een tweeduizend jaar oude, vrijwel complete Egyptische tempel. Deze tempel is Nederland geschonken door de Egyptische overheid als dank voor de bijdrage tijdens een UNESCO-reddingsoperatie om tientallen monumenten te verplaatsen die bedreigd werden door het wassende water van het Nassermeer bij de bouw van de Hoge Aswandam.
Onder de topstukken van de Egyptische afdeling vallen verder de dubbele sarcofaag (een kalkstenen binnenkist en een granieten buitenkist van een vizier uit het Oude Rijk), de mastaba van Hetepherachet uit de vijfde dynastie en een set van drie grafbeelden van Maya en Merit uit de veertiende eeuw voor Christus.
Daarnaast beschikt het museum over een grote collectie papyri (zoals de Papyrus van Qenna), steles uit het Middenrijk, oesjabti's en mummies van zowel dieren als mensen.

### Afdeling Oude Nabije Oosten
Op de eerste etage bevindt zich de zaal met archeologische voorwerpen die afkomstig zijn uit het Oude Nabije Oosten. Het gaat hier om de materiële overblijfselen van verschillende volkeren die ontstonden tussen 3000 voor Christus en de komst van Alexander de Grote in de vierde eeuw voor Christus, zoals de Sumeriërs, Akkadiërs, Babyloniërs, Assyriërs, Hettieten en Perzen.
Tot de topstukken van deze afdeling behoren onder andere een beeld van stadsvorst Gudea van Lagash, een Sumerisch beeld van een biddende man uit circa 2200 v.Chr. en een beschilderde sierschelp van onbekende oorsprong.

### Afdeling Klassieke Wereld

#### Oude Griekenland
Het museum beschikt over een ruime collectie vazen, beeldjes en gebruiksvoorwerpen uit het Griekse gebied. Er is vooral aardewerk te zien en een aantal marmeren en terracotta beelden. Een recent topstuk vormt een Griekse wapenrusting, een panoplie, uit de vierde eeuw v. Chr.

#### Etrurië
Het Rijksmuseum van Oudheden beheert een van de belangrijkste Etruskische collecties in Europa. De collectie kwam in de 19e eeuw tot stand door de inspanningen van C.J.C. Reuvens en J.E. Humbert. Voor de Leidse collectie is een beperkte ruimte gereserveerd. De vaste tentoonstelling omvat onder meer een aantal bronzen spiegels en bronzen gereedschap, bucchero-aardewerk, edelsmeedkunst (gouden fibulae), antefixen, aardewerken en vooral bronzen ex voto's (met als topstukken een grote, massief bronzen jongen met gans en een 37 cm hoge bronzen strijder), Villanova-urnen en -gebruiksvoorwerpen, een canope uit Chiusi, een terracotta sarcofaag en een verzameling albasten en tufstenen askisten uit Volterra. Een groot deel van de Etruskische collectie bevindt zich in het depot van het museum.

#### Romeinse Rijk
De Romeinse vondsten zijn verdeeld over twee etages met op de eerste etage de Klassiek Romeinse afdeling en op de tweede verdieping de provinciale vondsten uit Nederland. Om een maquette van een huizenblok uit Pompeï staan allerhande voorwerpen uit huizen van gegoede Romeinse burgers, inclusief mozaïeken, godenbeeldjes en andere voorwerpen. Er is een zogenaamd columbarium ingericht met askisten en hét topstuk is een beeld van keizer Trajanus dat in de Tunesische stad Utica in de omgeving van Tunis is gevonden.

### Afdeling Nederland
Het museum geeft een doorlopend overzicht van de Nederlandse materiële cultuur met de nadruk op de prehistorie en de middeleeuwen. Het beheert een minuscule tekening die als de oudste van Nederland wordt beschouwd, het oudste wiel gevonden in West-Europa, de zwaarden van Ommerschans en Jutphaas en grafvondsten van lokale stamhoofden uit Oss en Wijchen. Zie ook Vorstengraf (Oss).
De Romeinse afdeling is in drie delen verdeeld met militaire voorwerpen, alledaagse voorwerpen - daar staat de bekende sarcofaag van Simpelveld - en religieuze voorwerpen waaronder een deel van de grote collectie altaren gewijd aan de godin Nehalennia die in Zeeland zijn gevonden.
Op de middeleeuwse afdeling is onder andere een Vikingzilverschat uit Wieringen te vinden en veel voorwerpen afkomstig uit de belangrijke handelsplaats Dorestad, waaronder de fibula van Dorestad.

### Wetenschappelijk onderzoek
Het overgrote deel van de collectie van het Rijksmuseum van Oudheden is aangekocht. Echter, het RMO heeft zich altijd ingezet op het terrein van de archeologie. Niet voor niets was de eerste directeur van het museum ook de eerste hoogleraar archeologie in Nederland. Er zijn diverse grootse vondsten gedaan bij opgravingen waar het RMO een aandeel in had, zoals die in Tell Sabi Abyad in Syrië en in Saqqara in Egypte.

## Directeuren
- 1818-1835 Caspar Jacob Christiaan Reuvens
- 1839-1891 Conrad Leemans
- 1891-1903 Willem Pleyte
- 1903-1918 Antonie Holwerda
- 1918-1939 Jan Hendrik Holwerda
- 1939-1959 Willem Dirk van Wijngaarden
- 1959-1979 Adolf Klasens
- 1979-1989 Hans Schneider
- 1989-1995 (Gerrit) Jan Verwers
- 1995-2005 Renée Magendans
- 2005-2006 Michiel Verschuijl (ad interim)
- 2006-     Wim Weijland

## Trivia
- Sinds 2010 wordt een goudbaar, gevonden op de Utrechtse heuvelrug, tentoongesteld[1][2]